# Liste du patrimoine immobilier de la Chaudière-Appalaches
Cette liste recense les biens du patrimoine immobilier de Chaudière-Appalaches inscrits au répertoire du patrimoine culturel du Québec. Cette liste est divisées par municipalité régionale de comté géographique.

## Beauce-Centre
| Bien patrimonial                            | Illustration               | Municipalité           | Adresse               | Coordonnées                         | No     | Constr.      | Catégorie                                                | Rec.      | Notes |
| ------------------------------------------- | -------------------------- | ---------------------- | --------------------- | ----------------------------------- | ------ | ------------ | -------------------------------------------------------- | --------- | ----- |
| Édifice du Sénateur-Bolduc                  | Beauceville                | Beauceville            | 111, 107e Rue         | 46° 12′ 22″ nord, 70° 46′ 19″ ouest | 168004 | 1920 (après) | Immeuble patrimonial cité                                | 2010      |       |
| Maison Félix-Georges-Fortier                | Image manquante Téléverser | Beauceville            | 218, avenue Lambert   | 46° 12′ 47″ nord, 70° 46′ 44″ ouest | 231101 | 1904         | Immeuble patrimonial cité                                | 2023      |       |
| Secteur de l'église de Saint-Frédéric       | Image manquante Téléverser | Saint-Frédéric         | Rue Principale        | 46° 17′ 43″ nord, 70° 58′ 24″ ouest | 115337 |              | Site patrimonial cité                                    | 2008      |       |
| Hôtel de ville de Saint-Joseph-de-Beauce    | Image manquante Téléverser | Saint-Joseph-de-Beauce | 843, avenue du Palais | 46° 18′ 27″ nord, 70° 52′ 47″ ouest | 119875 | 1938         | Immeuble patrimonial cité                                | 2008      |       |
| Palais de justice de Saint-Joseph-de-Beauce | Image manquante Téléverser | Saint-Joseph-de-Beauce | 795, avenue du Palais | 46° 18′ 33″ nord, 70° 52′ 52″ ouest | 92965  | 1862         | Immeuble patrimonial classé Immeuble patrimonial reconnu | 2012 1985 |       |
| Site patrimonial de Saint-Joseph-de-Beauce  | Saint-Joseph-de-Beauce     | Saint-Joseph-de-Beauce |                       | 46° 18′ 39″ nord, 70° 52′ 55″ ouest | 93478  |              | Site patrimonial classé                                  | 1985      |       |
| Cimetière de Saint-Séverin                  | Saint-Séverin              | Saint-Séverin          | 199, rue de l'Église  | 46° 19′ 31″ nord, 71° 03′ 12″ ouest | 93470  | 1878         | Immeuble patrimonial cité                                | 2004      |       |
| Église de Saint-Séverin                     | Saint-Séverin              | Saint-Séverin          | rue de l'Église       | 46° 19′ 31″ nord, 71° 03′ 15″ ouest | 167288 | 1873-1877    | Immeuble patrimonial cité                                | 2022      |       |
| Cimetière de Saint-Victor                   | Image manquante Téléverser | Saint-Victor           |                       | 46° 08′ 50″ nord, 70° 54′ 18″ ouest | 167293 |              | Immeuble patrimonial cité                                | 2007      |       |
| Église de Saint-Victor                      | Saint-Victor               | Saint-Victor           | 298, rue Principale   | 46° 08′ 51″ nord, 70° 54′ 20″ ouest | 166543 | 1899         | Immeuble patrimonial cité                                | 2007      |       |
| Presbytère de Saint-Victor                  | Image manquante Téléverser | Saint-Victor           | 298, rue Principale   | 46° 08′ 53″ nord, 70° 54′ 18″ ouest | 166544 | 1912         | Immeuble patrimonial cité                                | 2007      |       |
| Résidences Fondation Aube Nouvelle          | Saint-Victor               | Saint-Victor           | 179, rue du Séminaire | 46° 09′ 13″ nord, 70° 54′ 49″ ouest | 204189 | 1918 (vers)  | Immeuble patrimonial cité                                | 2007      |       |
| Gare de Tring-Jonction                      | Image manquante Téléverser | Tring-Jonction         | 191, rue Principale   | 46° 16′ 10″ nord, 70° 59′ 39″ ouest | 93481  | 1914         | Immeuble patrimonial cité                                | 2004      |       |

## Beauce-Sartigan
| Bien patrimonial                                                 | Illustration               | Municipalité              | Adresse                     | Coordonnées                         | No     | Constr.              | Catégorie                                                | Rec.      | Notes |
| ---------------------------------------------------------------- | -------------------------- | ------------------------- | --------------------------- | ----------------------------------- | ------ | -------------------- | -------------------------------------------------------- | --------- | ----- |
| Ancien presbytère de Saint-Évariste-de-Forsyth                   | Courcelles–Saint-Évariste  | Courcelles–Saint-Évariste | 325, rue Principale         | 45° 56′ 22″ nord, 70° 56′ 30″ ouest | 92951  | 1906                 | Immeuble patrimonial classé Immeuble patrimonial reconnu | 2012 1982 |       |
| Atelier Tardif                                                   | Courcelles–Saint-Évariste  | Courcelles–Saint-Évariste | 105, avenue Sainte-Martine  | 45° 52′ 20″ nord, 70° 59′ 01″ ouest | 93065  | 1904                 | Immeuble patrimonial cité                                | 1991      |       |
| Maison François-Goulet                                           | Courcelles–Saint-Évariste  | Courcelles–Saint-Évariste | 270, 8e Rang Sud            | 45° 52′ 04″ nord, 70° 56′ 58″ ouest | 93066  | 1900 (vers)          | Immeuble patrimonial cité                                | 1991      |       |
| Maison Roland-Morin                                              | Courcelles–Saint-Évariste  | Courcelles–Saint-Évariste | 107, avenue Sainte-Martine  | 45° 52′ 21″ nord, 70° 59′ 02″ ouest | 93068  |                      | Immeuble patrimonial cité                                | 1991      |       |
| Moulin Bernier                                                   | Courcelles–Saint-Évariste  | Courcelles–Saint-Évariste | 100, rue du Moulin          | 45° 52′ 18″ nord, 70° 59′ 06″ ouest | 93064  | 1888                 | Immeuble patrimonial cité                                | 1991      |       |
| Résidence Odilon-Bilodeau                                        | Courcelles–Saint-Évariste  | Courcelles–Saint-Évariste | 214, rue Principale         | 45° 52′ 17″ nord, 70° 59′ 01″ ouest | 93067  | 1911                 | Immeuble patrimonial cité                                | 1991      |       |
| Voie ferrée et pont de fer du Quebec Central                     | Courcelles–Saint-Évariste  | Courcelles–Saint-Évariste |                             | 45° 52′ 18″ nord, 70° 59′ 04″ ouest | 93063  | 1894                 | Immeuble patrimonial cité                                | 1991      |       |
| Pont Perrault                                                    | Notre-Dame-des-Pins        | Notre-Dame-des-Pins       |                             | 46° 10′ 57″ nord, 70° 43′ 00″ ouest | 93407  | 1929                 | Immeuble patrimonial classé                              | 2004      |       |
| Maison Donovan                                                   | Image manquante Téléverser | Saint-Côme–Linière        | 1408, rue Principale        | 46° 03′ 27″ nord, 70° 31′ 08″ ouest | 232378 | 1906                 | Immeuble patrimonial cité                                | 2020      |       |
| Cimetière de Saint-Éphrem                                        | Saint-Éphrem-de-Beauce     | Saint-Éphrem-de-Beauce    | Route 271 Sud               | 46° 03′ 43″ nord, 70° 57′ 00″ ouest | 93050  | 1882                 | Immeuble patrimonial cité                                | 1991      |       |
| Église et sacristie de Saint-Éphrem                              | Saint-Éphrem-de-Beauce     | Saint-Éphrem-de-Beauce    | Route 108 Est               | 46° 03′ 33″ nord, 70° 57′ 15″ ouest | 93044  | 1884                 | Immeuble patrimonial cité                                | 1991      |       |
| Maison Adrienne-Lemieux                                          | Image manquante Téléverser | Saint-Éphrem-de-Beauce    | 42, route 108 Est           | 46° 03′ 33″ nord, 70° 57′ 14″ ouest | 93051  | 1913 (vers)          | Immeuble patrimonial cité                                | 1991      |       |
| Maison Deslauriers et laiterie                                   | Image manquante Téléverser | Saint-Éphrem-de-Beauce    | 370, route 271 Nord         | 46° 03′ 59″ nord, 70° 54′ 57″ ouest | 93038  | 1867                 | Immeuble patrimonial cité                                | 1991      |       |
| Maison Roméo-Poulin                                              | Image manquante Téléverser | Saint-Éphrem-de-Beauce    | 988, route 108 Ouest        | 46° 00′ 11″ nord, 70° 57′ 37″ ouest | 93041  | 1842                 | Immeuble patrimonial cité                                | 1991      |       |
| Maison Vital-Roy                                                 | Image manquante Téléverser | Saint-Éphrem-de-Beauce    | 840, route 108 Ouest        | 46° 01′ 20″ nord, 70° 57′ 24″ ouest | 93043  | 1840 et 1860 (entre) | Immeuble patrimonial cité                                | 1991      |       |
| Monument du Sacré-Cœur                                           | Saint-Éphrem-de-Beauce     | Saint-Éphrem-de-Beauce    | Route 108 Est               | 46° 03′ 31″ nord, 70° 57′ 11″ ouest | 93048  | 1916                 | Immeuble patrimonial cité                                | 1991      |       |
| Pont Napoléon-Grondin                                            | Saint-Éphrem-de-Beauce     | Saint-Éphrem-de-Beauce    | Rang Saint-Jean-Baptiste    | 46° 03′ 33″ nord, 70° 54′ 29″ ouest | 93039  | 1933                 | Immeuble patrimonial cité                                | 1991      |       |
| Presbytère de Saint-Éphrem-de-Beauce                             | Saint-Éphrem-de-Beauce     | Saint-Éphrem-de-Beauce    | 43, route 108 Est           | 46° 03′ 38″ nord, 70° 57′ 13″ ouest | 93046  | 1880                 | Immeuble patrimonial cité                                | 1991      |       |
| Sacristie de la première chapelle                                | Saint-Éphrem-de-Beauce     | Saint-Éphrem-de-Beauce    | Route 108 Est               | 46° 03′ 36″ nord, 70° 57′ 16″ ouest | 93047  | 1866                 | Immeuble patrimonial cité                                | 1991      |       |
| Manoir William-Milburn-Pozer                                     | Saint-Georges              | Saint-Georges             | 610, avenue de la Chaudière | 46° 07′ 20″ nord, 70° 41′ 11″ ouest | 92863  | 1879                 | Immeuble patrimonial cité                                | 1998      |       |
| Socle de la Statue-Équestre-de-Saint-Georges                     | Saint-Georges              | Saint-Georges             | 1890, 1re Avenue            | 46° 07′ 03″ nord, 70° 40′ 20″ ouest | 92966  | 1912                 | Immeuble patrimonial classé                              | 1986      |       |
| Église Saint-Hilaire                                             | Image manquante Téléverser | Saint-Hilaire-de-Dorset   | Rue Principale              | 45° 51′ 53″ nord, 70° 51′ 26″ ouest | 93087  | 1918                 | Immeuble patrimonial cité                                | 1993      |       |
| Église de Saint-Martin                                           | Saint-Martin               | Saint-Martin              | 1re Avenue Est              | 45° 57′ 35″ nord, 70° 39′ 20″ ouest | 93409  | 1903                 | Immeuble patrimonial cité                                | 2001      |       |
| Presbytère de Saint-Martin                                       | Image manquante Téléverser | Saint-Martin              | 129, 1re Avenue Est         | 45° 57′ 34″ nord, 70° 39′ 23″ ouest | 93410  | 1890                 | Immeuble patrimonial cité                                | 2001      |       |
| Site de la chapelle Saint-Paul, du cimetière et du manoir Taylor | Image manquante Téléverser | Saint-Simon-les-Mines     | Route 108 Est               | 46° 11′ 55″ nord, 70° 37′ 24″ ouest | 115151 |                      | Site patrimonial cité                                    | 2007      |       |

## Bellechasse
| Bien patrimonial                                               | Illustration                 | Municipalité                        | Adresse                                               | Coordonnées                         | No     | Constr.              | Catégorie                                                                         | Rec.                | Notes |
| -------------------------------------------------------------- | ---------------------------- | ----------------------------------- | ----------------------------------------------------- | ----------------------------------- | ------ | -------------------- | --------------------------------------------------------------------------------- | ------------------- | ----- |
| Église Saint-Cajetan                                           | Armagh                       | Armagh                              | 80, rue Principale                                    | 46° 44′ 39″ nord, 70° 35′ 20″ ouest | 166304 | 1934                 | Immeuble patrimonial cité                                                         | 2018                |       |
| Chapelle de procession de la Sainte-Vierge                     | Beaumont                     | Beaumont                            | Chemin du Domaine                                     | 46° 49′ 49″ nord, 71° 00′ 30″ ouest | 92801  | 1740 (vers)          | Immeuble patrimonial classé                                                       | 1981                | [ 2 ] |
| Chapelle de procession Sainte-Anne                             | Beaumont                     | Beaumont                            | Chemin du Domaine                                     | 46° 49′ 49″ nord, 71° 00′ 54″ ouest | 92800  | 1800 (vers)          | Immeuble patrimonial classé                                                       | 1981                | [ 2 ] |
| Église de Saint-Étienne                                        | Beaumont                     | Beaumont                            | 60, chemin du Domaine                                 | 46° 49′ 49″ nord, 71° 00′ 41″ ouest | 112446 | 1726 et 1739 (entre) | Immeuble patrimonial classé                                                       | 2017                | [ 2 ] |
| Maison Molleur-Dit-Lallemand                                   | Beaumont                     | Beaumont                            | 193, route du Fleuve                                  | 46° 49′ 52″ nord, 70° 59′ 09″ ouest | 92479  | 1720                 | Immeuble patrimonial classé Immeuble patrimonial cité Immeuble patrimonial classé | 1979 1997 1970      |       |
| Site du Moulin-de-Beaumont                                     | Beaumont                     | Beaumont                            |                                                       | 46° 51′ 16″ nord, 70° 57′ 05″ ouest | 113213 |                      | Site patrimonial cité                                                             | 2008 2007           |       |
| Site du patrimoine du Village-de-Beaumont                      | Beaumont                     | Beaumont                            | Chemin du Domaine                                     | 46° 49′ 49″ nord, 71° 00′ 41″ ouest | 93380  |                      | Site patrimonial cité                                                             | 1997                |       |
| Site patrimonial du Fort-de-Beaumont                           | Image manquante Téléverser   | Beaumont                            | Route du Fleuve                                       | 46° 49′ 58″ nord, 71° 02′ 46″ ouest | 196718 | 1914                 | Site patrimonial classé Immeuble patrimonial cité                                 | 2023 2021 2016 2014 |       |
| Église de Saint-Gabriel-de-La Durantaye                        | La Durantaye                 | La Durantaye                        | Rue du Piedmont                                       | 46° 50′ 04″ nord, 70° 51′ 26″ ouest | 114335 | 1921                 | Immeuble patrimonial cité                                                         | 2008                |       |
| Calvaire du rang Ville-Marie                                   | Image manquante Téléverser   | Notre-Dame-Auxiliatrice-de-Buckland | Rang Ville-Marie                                      | 46° 38′ 57″ nord, 70° 34′ 24″ ouest | 181866 | 1935                 | Immeuble patrimonial cité                                                         | 2013                |       |
| Église de Notre-Dame-Auxiliatrice-de-Buckland                  | Image manquante Téléverser   | Notre-Dame-Auxiliatrice-de-Buckland | 4324, rue Principale                                  | 46° 37′ 08″ nord, 70° 32′ 42″ ouest | 166321 | 1870                 | Immeuble patrimonial cité                                                         | 2013                |       |
| Maison Tanguay                                                 | Image manquante Téléverser   | Notre-Dame-Auxiliatrice-de-Buckland | 4215, rue Principale                                  | 46° 37′ 05″ nord, 70° 32′ 53″ ouest | 181117 | 1875 (vers)          | Immeuble patrimonial cité                                                         | 2013                |       |
| Pont de la Rivière-de-la-Fourche-Ouest                         | Image manquante Téléverser   | Notre-Dame-Auxiliatrice-de-Buckland | Route Saint-Antonin                                   | 46° 39′ 32″ nord, 70° 33′ 35″ ouest | 193689 | 1913                 | Immeuble patrimonial cité                                                         | 2013                |       |
| Sanctuaire de la Vierge-de-Lourdes                             | Image manquante Téléverser   | Notre-Dame-Auxiliatrice-de-Buckland | 4176, rue Principale                                  | 46° 37′ 02″ nord, 70° 32′ 55″ ouest | 181108 | 1935                 | Immeuble patrimonial cité                                                         | 2013                |       |
| Cimetière de Saint-Anselme                                     | Saint-Anselme                | Saint-Anselme                       | 117, rue Principale                                   | 46° 37′ 45″ nord, 70° 58′ 12″ ouest | 166330 |                      | Immeuble patrimonial cité                                                         | 2020                | [ 3 ] |
| Croix de la Montagne                                           | Image manquante Téléverser   | Saint-Anselme                       | Côte de la Montagne                                   | 46° 39′ 20″ nord, 70° 58′ 40″ ouest | 192833 | 1930                 | Immeuble patrimonial cité                                                         | 2011                |       |
| Église Saint-Anselme                                           | Saint-Anselme                | Saint-Anselme                       | 115, rue Principale                                   | 46° 37′ 45″ nord, 70° 58′ 18″ ouest | 166328 | 1845 à 1850          | Immeuble patrimonial cité                                                         | 2020                | [ 3 ] |
| Presbytère de Saint-Anselme                                    | Saint-Anselme                | Saint-Anselme                       | 115, rue Principale                                   | 46° 37′ 45″ nord, 70° 58′ 21″ ouest | 166329 | 1829                 | Immeuble patrimonial cité                                                         | 2020                | [ 3 ] |
| Site de la Croix de la Montagne                                | Image manquante Téléverser   | Saint-Anselme                       |                                                       | à géolocaliser                      | 232322 |                      | Site patrimonial cité                                                             | 2020                |       |
| Site religieux du bassin de la rivière Etchemin                | Saint-Anselme                | Saint-Anselme                       | rue Principale                                        | 46° 37′ 45″ nord, 70° 58′ 16″ ouest | 232320 |                      | Site patrimonial cité                                                             | 2020                |       |
| Ancien couvent de Saint-Charles-de-Bellechasse                 | Image manquante Téléverser   | Saint-Charles-de-Bellechasse        | 2829, avenue Royale                                   | 46° 46′ 22″ nord, 70° 56′ 27″ ouest | 166344 | 1886                 | Immeuble patrimonial cité                                                         | 2013                |       |
| Calvaire de Saint-Charles-de-Bellechasse                       | Image manquante Téléverser   | Saint-Charles-de-Bellechasse        | 2705, avenue Royale                                   | 46° 46′ 09″ nord, 70° 56′ 37″ ouest | 170441 | 1950                 | Immeuble patrimonial cité                                                         | 2013                |       |
| Chapelle de la Sainte-Vierge                                   | Saint-Charles-de-Bellechasse | Saint-Charles-de-Bellechasse        | 2793, avenue Royale                                   | 46° 46′ 14″ nord, 70° 56′ 32″ ouest | 167363 | 1883                 | Immeuble patrimonial cité                                                         | 2013                |       |
| Chapelle Sainte-Anne                                           | Image manquante Téléverser   | Saint-Charles-de-Bellechasse        | 2843, avenue Royale                                   | 46° 46′ 31″ nord, 70° 56′ 23″ ouest | 167362 | 1890                 | Immeuble patrimonial cité                                                         | 2013                |       |
| Cimetière Saint-Charles-Borromée                               | Image manquante Téléverser   | Saint-Charles-de-Bellechasse        | 2817, avenue Royale                                   | 46° 46′ 20″ nord, 70° 56′ 33″ ouest | 166341 |                      | Immeuble patrimonial cité                                                         | 2013                |       |
| Croix de chemin                                                | Image manquante Téléverser   | Saint-Charles-de-Bellechasse        | Rang Sud-Est 9166, route Gosselin                     | 46° 47′ 20″ nord, 70° 54′ 45″ ouest | 169561 | 1962                 | Immeuble patrimonial cité                                                         | 2013                |       |
| Croix de chemin                                                | Image manquante Téléverser   | Saint-Charles-de-Bellechasse        | 4089, rang Sud-Ouest                                  | 46° 43′ 20″ nord, 70° 57′ 58″ ouest | 170852 | 1969                 | Immeuble patrimonial cité                                                         | 2013                |       |
| Église Saint-Charles-Borromée                                  | Saint-Charles-de-Bellechasse | Saint-Charles-de-Bellechasse        | 2817, avenue Royale                                   | 46° 46′ 19″ nord, 70° 56′ 30″ ouest | 166339 | 1829                 | Immeuble patrimonial cité                                                         | 2013                |       |
| Hôtel de ville de Saint-Charles-de-Bellechasse                 | Saint-Charles-de-Bellechasse | Saint-Charles-de-Bellechasse        | 2815, avenue Royale                                   | 46° 46′ 20″ nord, 70° 56′ 30″ ouest | 166340 | 1840                 | Immeuble patrimonial cité                                                         | 2013                |       |
| Abri anti-nucléaire de Saint-Damien Station                    | Image manquante Téléverser   | Saint-Damien-de-Buckland            | Route 279                                             | 46° 34′ 54″ nord, 70° 47′ 55″ ouest | 196342 | 1960 (vers)          | Immeuble patrimonial cité                                                         | 2013                |       |
| Ancien presbytère de Saint-Damien-de-Buckland                  | Image manquante Téléverser   | Saint-Damien-de-Buckland            | 180, rue Commerciale                                  | 46° 37′ 33″ nord, 70° 39′ 24″ ouest | 166362 | 1940                 | Immeuble patrimonial cité                                                         | 2013                |       |
| Ancienne école normale de Saint-Damien-de-Buckland             | Image manquante Téléverser   | Saint-Damien-de-Buckland            | 160, rue Commerciale                                  | 46° 37′ 29″ nord, 70° 39′ 30″ ouest | 180416 |                      | Immeuble patrimonial cité                                                         | 2013                |       |
| Chapelle Sainte-Anne-des-Montagnes de Saint-Damien-de-Buckland | Image manquante Téléverser   | Saint-Damien-de-Buckland            | 155, rue Commerciale                                  | 46° 37′ 29″ nord, 70° 39′ 34″ ouest | 166352 | 1906                 | Immeuble patrimonial cité                                                         | 2013                |       |
| Église de Saint-Damien-de-Buckland                             | Image manquante Téléverser   | Saint-Damien-de-Buckland            | 182, rue Commerciale                                  | 46° 37′ 29″ nord, 70° 39′ 22″ ouest | 166361 | 1884                 | Immeuble patrimonial cité                                                         | 2013                |       |
| Maison du Docteur-Alphée-Poirier                               | Image manquante Téléverser   | Saint-Damien-de-Buckland            | 156, rue Commerciale                                  | 46° 37′ 28″ nord, 70° 39′ 32″ ouest | 167969 | 1898                 | Immeuble patrimonial cité                                                         | 2013                |       |
| Maison généralice des Sœurs de Notre-Dame du Perpétuel Secours | Image manquante Téléverser   | Saint-Damien-de-Buckland            | 155, rue Commerciale                                  | 46° 37′ 29″ nord, 70° 39′ 33″ ouest | 166353 | 1910                 | Immeuble patrimonial cité                                                         | 2013                |       |
| Premier presbytère de Saint-Damien-de-Buckland                 | Image manquante Téléverser   | Saint-Damien-de-Buckland            | 155, rue Commerciale                                  | 46° 37′ 28″ nord, 70° 39′ 34″ ouest | 167967 | 1882                 | Immeuble patrimonial cité                                                         | 2013                |       |
| Ancien presbytère de Saint-Gervais                             | Saint-Gervais                | Saint-Gervais                       | 227-229, rue Principale                               | 46° 42′ 54″ nord, 70° 53′ 13″ ouest | 166368 | 1873                 | Immeuble patrimonial cité                                                         | 2022                |       |
| Chapelle de procession de Saint-Gervais                        | Saint-Gervais                | Saint-Gervais                       |                                                       | 46° 42′ 59″ nord, 70° 53′ 27″ ouest | 92946  | 1817 (vers)          | Immeuble patrimonial classé                                                       | 1981                |       |
| Presbytère de Saint-Henri                                      | Saint-Henri                  | Saint-Henri                         | 219, rue Commerciale                                  | 46° 41′ 33″ nord, 71° 04′ 04″ ouest | 93007  | 1906                 | Immeuble patrimonial cité                                                         | 1990                |       |
| Site patrimonial de l'église et du cimetière de Saint-Henri    | Saint-Henri                  | Saint-Henri                         | Rue Commerciale                                       | 46° 41′ 32″ nord, 71° 03′ 56″ ouest | 196276 | 1906                 | Site patrimonial cité                                                             | 2013                |       |
| Ancien presbytère de Saint-Léon-de-Standon                     | Image manquante Téléverser   | Saint-Léon-de-Standon               | 99, rue Saint-Pierre                                  | 46° 28′ 44″ nord, 70° 37′ 08″ ouest | 184858 | 1885                 | Immeuble patrimonial cité                                                         | 2013                |       |
| Croix de chemin                                                | Image manquante Téléverser   | Saint-Léon-de-Standon               | 104, route du Rang-Sainte-Marie                       | 46° 28′ 30″ nord, 70° 34′ 45″ ouest | 186890 | 2001 (vers)          | Immeuble patrimonial cité                                                         | 2013                |       |
| Croix de chemin                                                | Image manquante Téléverser   | Saint-Léon-de-Standon               | Rang Saint-François Route de l'Église                 | 46° 28′ 06″ nord, 70° 37′ 59″ ouest | 187187 | 1989 (vers)          | Immeuble patrimonial cité                                                         | 2013                |       |
| Croix de chemin                                                | Image manquante Téléverser   | Saint-Léon-de-Standon               | Rang Sainte-Anne                                      | 46° 30′ 00″ nord, 70° 34′ 56″ ouest | 187133 |                      | Immeuble patrimonial cité                                                         | 2013                |       |
| Croix de chemin                                                | Image manquante Téléverser   | Saint-Léon-de-Standon               | Rang Saint-Guillaume                                  | 46° 26′ 59″ nord, 70° 39′ 41″ ouest | 187210 | 1946                 | Immeuble patrimonial cité                                                         | 2013                |       |
| Deuxième cimetière de Saint-Léon-de-Standon                    | Image manquante Téléverser   | Saint-Léon-de-Standon               | 102, route de l'Église                                | 46° 28′ 27″ nord, 70° 37′ 30″ ouest | 194944 | 1930 (vers)          | Immeuble patrimonial cité                                                         | 2013                |       |
| Église de Saint-Léon-de-Standon                                | Image manquante Téléverser   | Saint-Léon-de-Standon               | 500, rue Principale                                   | 46° 28′ 43″ nord, 70° 37′ 05″ ouest | 166383 | 1925                 | Immeuble patrimonial cité                                                         | 2013                |       |
| Premier cimetière de Saint-Léon-de-Standon                     | Image manquante Téléverser   | Saint-Léon-de-Standon               | 494, rue Principale                                   | 46° 28′ 41″ nord, 70° 37′ 05″ ouest | 166385 |                      | Immeuble patrimonial cité                                                         | 2013                |       |
| Troisième cimetière de Saint-Léon-de-Standon                   | Image manquante Téléverser   | Saint-Léon-de-Standon               | 415, rue Principale                                   | 46° 29′ 01″ nord, 70° 37′ 26″ ouest | 194945 | 1940 (après)         | Immeuble patrimonial cité                                                         | 2013                |       |
| Bibliothèque municipale de Saint-Malachie                      | Saint-Malachie               | Saint-Malachie                      | 1184-1188, avenue Principale                          | 46° 31′ 51″ nord, 70° 45′ 56″ ouest | 109719 | 1917                 | Immeuble patrimonial cité                                                         | 2006                |       |
| Église de Saint-Malachie                                       | Saint-Malachie               | Saint-Malachie                      | 1157, avenue Principale                               | 46° 31′ 52″ nord, 70° 45′ 53″ ouest | 166387 | 1896 à 1897          | Immeuble patrimonial cité                                                         | 2024                |       |
| Ancien presbytère de Saint-Michel                              | Image manquante Téléverser   | Saint-Michel-de-Bellechasse         | 105, rue Principale                                   | 46° 52′ 35″ nord, 70° 54′ 30″ ouest | 165465 | 1740                 | Immeuble patrimonial classé                                                       | 2022                | ,     |
| Ensemble paroissial de Saint-Michel                            | Saint-Michel-de-Bellechasse  | Saint-Michel-de-Bellechasse         | rue des Remparts, rue Principale et rue Saint-Georges | 46° 52′ 35″ nord, 70° 54′ 29″ ouest | 231488 |                      | Site patrimonial classé                                                           | 2022                | [ 5 ] |
| Site du patrimoine de Saint-Michel-de-Bellechasse              | Saint-Michel-de-Bellechasse  | Saint-Michel-de-Bellechasse         |                                                       | 46° 52′ 34″ nord, 70° 54′ 31″ ouest | 198945 |                      | Site patrimonial cité                                                             | 2013 2003           |       |
| Ancien presbytère de Saint-Nérée-de-Bellechasse                | Image manquante Téléverser   | Saint-Nérée-de-Bellechasse          | 914, rue de l'Église Est                              | 46° 44′ 36″ nord, 70° 43′ 22″ ouest | 166401 | 1889                 | Immeuble patrimonial cité                                                         | 2013                |       |
| Église de Saint-Nérée-de-Bellechasse                           | Image manquante Téléverser   | Saint-Nérée-de-Bellechasse          | 910, rue de l'Église Est                              | 46° 43′ 33″ nord, 70° 43′ 20″ ouest | 166400 | 1886                 | Immeuble patrimonial cité                                                         | 2013                |       |
| Magasin général de Saint-Nérée-de-Bellechasse                  | Image manquante Téléverser   | Saint-Nérée-de-Bellechasse          | 905, rue de l'Église Est                              | 46° 43′ 42″ nord, 70° 43′ 23″ ouest | 168481 | 1840 et 1880 (entre) | Immeuble patrimonial cité                                                         | 2013                |       |
| Église de Saint-Philémon                                       | Saint-Philémon               | Saint-Philémon                      | 1410, rue Principale                                  | 46° 40′ 46″ nord, 70° 27′ 08″ ouest | 166406 | 1899 à 1902          | Immeuble patrimonial cité                                                         | 2025                |       |
| Édifice du Chef-lieu                                           | Image manquante Téléverser   | Saint-Raphaël                       | 19, avenue Chanoine-Audet                             | 46° 47′ 39″ nord, 70° 45′ 20″ ouest | 118166 | 1900                 | Immeuble patrimonial cité                                                         | 2012 2008           |       |
| Église de Saint-Raphaël                                        | Saint-Raphaël                | Saint-Raphaël                       | Rue Principale                                        | 46° 47′ 40″ nord, 70° 45′ 18″ ouest | 118161 | 1852                 | Immeuble patrimonial cité                                                         | 2012 2008           |       |
| Presbytère de Saint-Raphaël                                    | Image manquante Téléverser   | Saint-Raphaël                       | 86, rue Principale                                    | 46° 47′ 42″ nord, 70° 45′ 17″ ouest | 118164 | 1883                 | Immeuble patrimonial cité                                                         | 2012 2008           |       |
| Domaine Pointe-de-Saint-Vallier                                | Saint-Vallier                | Saint-Vallier                       | Chemin Lemieux                                        | 46° 54′ 33″ nord, 70° 47′ 21″ ouest | 93383  |                      | Site patrimonial cité                                                             | 1998                |       |
| Église de Saint-Philippe et Saint-Jacques                      | Saint-Vallier                | Saint-Vallier                       | Avenue de l'Église                                    | 46° 53′ 34″ nord, 70° 49′ 25″ ouest | 166417 | 1932                 | Immeuble patrimonial cité                                                         | 2012                |       |
| Maison Joseph-Côté                                             | Saint-Vallier                | Saint-Vallier                       | 350, rue Principale                                   | 46° 53′ 33″ nord, 70° 49′ 25″ ouest | 92498  | 1850 (vers)          | Immeuble patrimonial classé                                                       | 1979                |       |
| Partie du cœur du village de la municipalité de Saint-Vallier  | Image manquante Téléverser   | Saint-Vallier                       |                                                       | 46° 53′ 33″ nord, 70° 49′ 23″ ouest | 211803 |                      | Site patrimonial cité                                                             | 2019 2018           |       |
| Presbytère de Saint-Philippe et Saint-Jacques                  | Image manquante Téléverser   | Saint-Vallier                       | 369, avenue de l'Église                               | 46° 53′ 36″ nord, 70° 49′ 27″ ouest | 166418 | 1850                 | Immeuble patrimonial cité                                                         | 2012                | [ 6 ] |
| Église de Sainte-Claire                                        | Sainte-Claire                | Sainte-Claire                       | 40, rue de l'Église                                   | 46° 35′ 52″ nord, 70° 52′ 01″ ouest | 166421 | 1825 à 1827          | Immeuble patrimonial cité                                                         | 2024                |       |
| Maison du Docteur-Joseph-Arthur-Noé-Chabot                     | Sainte-Claire                | Sainte-Claire                       | 108, rue Principale                                   | 46° 35′ 54″ nord, 70° 52′ 08″ ouest | 93264  | 1925                 | Immeuble patrimonial cité                                                         | 1999                |       |
| Maison Prévost                                                 | Image manquante Téléverser   | Sainte-Claire                       | 105, rue Principale                                   | 46° 35′ 54″ nord, 70° 52′ 07″ ouest | 165608 | 1911 (avant)         | Immeuble patrimonial cité                                                         | 2009                |       |

## L'Islet
| Bien patrimonial                                                            | Illustration               | Municipalité             | Adresse                      | Coordonnées                         | No     | Constr.     | Catégorie                                                | Rec.      | Notes |
| --------------------------------------------------------------------------- | -------------------------- | ------------------------ | ---------------------------- | ----------------------------------- | ------ | ----------- | -------------------------------------------------------- | --------- | ----- |
| Chapelle des Marins                                                         | L'Islet                    | L'Islet                  | Chemin des Pionniers Est     | 47° 07′ 52″ nord, 70° 22′ 03″ ouest | 92763  | 1835        | Immeuble patrimonial classé                              | 1981      |       |
| Église de Notre-Dame-de-Bon-Secours                                         | L'Islet                    | L'Islet                  | Chemin des Pionniers Est     | 47° 07′ 37″ nord, 70° 22′ 23″ ouest | 92769  | 1771        | Immeuble patrimonial classé                              | 1957      |       |
| Salle des habitants de L'Islet-sur-Mer                                      | L'Islet                    | L'Islet                  | 16, chemin des Pionniers Est | 47° 07′ 38″ nord, 70° 22′ 20″ ouest | 92767  | 1771        | Immeuble patrimonial classé                              | 1957      |       |
| École-chapelle de Bras-d'Apic                                               | Saint-Cyrille-de-Lessard   | Saint-Cyrille-de-Lessard | Route 285                    | 46° 57′ 14″ nord, 70° 10′ 57″ ouest | 92950  | 1917        | Immeuble patrimonial classé                              | 1982      |       |
| Église de Sainte-Louise                                                     | Image manquante Téléverser | Sainte-Louise            | 500, rue Principale          | 47° 16′ 47″ nord, 70° 08′ 05″ ouest | 215472 | 1857 à 1859 | Immeuble patrimonial cité                                | 2022      |       |
| Église de Saint-Jean-Port-Joli                                              | Saint-Jean-Port-Joli       | Saint-Jean-Port-Joli     | 2, place de l'Église         | 47° 12′ 57″ nord, 70° 16′ 10″ ouest | 92876  | 1781        | Immeuble patrimonial classé                              | 1963      |       |
| Maison Lavallée                                                             | Image manquante Téléverser | Saint-Jean-Port-Joli     | 63, avenue De Gaspé Est      | 47° 13′ 02″ nord, 70° 16′ 01″ ouest | 110645 | 1893        | Immeuble patrimonial cité                                | 2007      |       |
| Phare du Pilier-de-Pierre                                                   | Saint-Jean-Port-Joli       | Saint-Jean-Port-Joli     |                              | 47° 12′ 21″ nord, 70° 21′ 36″ ouest | 166794 | 1843        | Immeuble patrimonial cité Immeuble patrimonial classé    | 2014 2022 |       |
| Site patrimonial de la chapelle des processions au 103, avenue de Gaspé Est | Saint-Jean-Port-Joli       | Saint-Jean-Port-Joli     | 103, avenue de Gaspé Est     | 47° 13′ 10″ nord, 70° 15′ 48″ ouest | 97632  |             | Site patrimonial cité                                    | 2022      |       |
| Site patrimonial du Domaine-Médard-Bourgault                                | Image manquante Téléverser | Saint-Jean-Port-Joli     | 322, avenue De Gaspé Ouest   | 47° 11′ 39″ nord, 70° 17′ 14″ ouest | 211488 |             | Site patrimonial cité                                    | 2017      |       |
| Site Philippe-Aubert-de-Gaspé                                               | Saint-Jean-Port-Joli       | Saint-Jean-Port-Joli     |                              | 47° 10′ 13″ nord, 70° 18′ 32″ ouest | 97579  | 1893        | Site patrimonial cité                                    | 2006      |       |
| Domaine seigneurial des Aulnaies                                            | Saint-Roch-des-Aulnaies    | Saint-Roch-des-Aulnaies  | 525, route de la Seigneurie  | 47° 18′ 55″ nord, 70° 08′ 40″ ouest | 92882  | 1853        | Immeuble patrimonial classé Aire de protection délimitée | 1965 1975 |       |
| Chapelle de procession Notre-Dame-de-Lourdes                                | Saint-Roch-des-Aulnaies    | Saint-Roch-des-Aulnaies  | Route de la Seigneurie       | 47° 18′ 39″ nord, 70° 10′ 27″ ouest | 92947  | 1792        | Immeuble patrimonial classé                              | 1981      |       |
| Moulin banal des Aulnaies                                                   | Saint-Roch-des-Aulnaies    | Saint-Roch-des-Aulnaies  | 525, route de la Seigneurie  | 47° 18′ 52″ nord, 70° 08′ 39″ ouest | 92497  | 1792        | Immeuble patrimonial classé                              | 1977      | [ 7 ] |

## La Nouvelle-Beauce
| Bien patrimonial                                   | Illustration               | Municipalité            | Adresse                          | Coordonnées                         | No     | Constr.              | Catégorie                   | Rec. | Notes |
| -------------------------------------------------- | -------------------------- | ----------------------- | -------------------------------- | ----------------------------------- | ------ | -------------------- | --------------------------- | ---- | ----- |
| Boutique du charron                                | Frampton                   | Frampton                | 176, rue Principale              | 46° 27′ 37″ nord, 70° 48′ 25″ ouest | 198478 |                      | Immeuble patrimonial cité   | 2011 |       |
| Croix de chemin                                    | Frampton                   | Frampton                | 2e Rang                          | 46° 27′ 43″ nord, 70° 50′ 00″ ouest | 198488 |                      | Immeuble patrimonial cité   | 2011 |       |
| Croix de chemin                                    | Image manquante Téléverser | Frampton                | 535, 5e-et-6e Rang               | 46° 28′ 43″ nord, 70° 46′ 45″ ouest | 198489 |                      | Immeuble patrimonial cité   | 2011 |       |
| Croix de chemin                                    | Image manquante Téléverser | Frampton                | 7e Rang                          | 46° 29′ 31″ nord, 70° 46′ 06″ ouest | 198490 |                      | Immeuble patrimonial cité   | 2011 |       |
| Croix de chemin                                    | Image manquante Téléverser | Frampton                | 350, route 275 Sud               | 46° 26′ 10″ nord, 70° 46′ 39″ ouest | 198492 |                      | Immeuble patrimonial cité   | 2011 |       |
| Croix de chemin                                    | Frampton                   | Frampton                | 5e-et-6e Rang                    | 46° 30′ 40″ nord, 70° 49′ 05″ ouest | 198491 |                      | Immeuble patrimonial cité   | 2011 |       |
| Croix de chemin                                    | Image manquante Téléverser | Frampton                | 2e Rang                          | 46° 27′ 03″ nord, 70° 49′ 12″ ouest | 198487 |                      | Immeuble patrimonial cité   | 2011 |       |
| Croix de chemin                                    | Frampton                   | Frampton                | 296, route 275 Sud               | 46° 26′ 42″ nord, 70° 47′ 19″ ouest | 198493 |                      | Immeuble patrimonial cité   | 2011 |       |
| Croix du cimetière paroissial catholique           | Frampton                   | Frampton                | 152, rue Principale              | 46° 27′ 39″ nord, 70° 48′ 35″ ouest | 198494 |                      | Immeuble patrimonial cité   | 2011 |       |
| Monument commémoratif du cimetière anglican        | Frampton                   | Frampton                | 2e Rang                          | 46° 28′ 56″ nord, 70° 51′ 18″ ouest | 198485 |                      | Immeuble patrimonial cité   | 2011 |       |
| Site anglican de Frampton                          | Frampton                   | Frampton                | 230, route 216                   | 46° 30′ 14″ nord, 70° 49′ 31″ ouest | 236613 |                      | Site patrimonial cité       | 2023 |       |
| Église de Saint-Bernard                            | Image manquante Téléverser | Saint-Bernard           | Rue Saint-Georges                | 46° 29′ 51″ nord, 71° 08′ 15″ ouest | 92709  | 1873                 | Immeuble patrimonial classé | 1960 |       |
| Presbytère de Saint-Bernard                        | Image manquante Téléverser | Saint-Bernard           | 1474, rue Saint-Georges          | 46° 29′ 51″ nord, 71° 08′ 14″ ouest | 92717  | 1866                 | Immeuble patrimonial classé | 1960 |       |
| Église de Saint-Elzéar                             | Saint-Elzéar               | Saint-Elzéar            | Avenue Principale                | 46° 24′ 22″ nord, 71° 03′ 39″ ouest | 92869  | 1854                 | Immeuble patrimonial classé | 1960 |       |
| Église de Saint-Isidore                            | Image manquante Téléverser | Saint-Isidore           | Rue Sainte-Geneviève             | 46° 35′ 01″ nord, 71° 05′ 25″ ouest | 92875  | 1856                 | Immeuble patrimonial classé | 1957 |       |
| Église de Saint-Lambert                            | Saint-Lambert-de-Lauzon    | Saint-Lambert-de-Lauzon | 1255, rue des Érables            | 46° 35′ 13″ nord, 71° 12′ 43″ ouest | 167640 | 1904 à 1906          | Immeuble patrimonial cité   | 2023 |       |
| Maison Magloire-Brochu                             | Image manquante Téléverser | Saint-Lambert-de-Lauzon | 108, rue Lemieux                 | 46° 35′ 08″ nord, 71° 12′ 39″ ouest | 161101 | 1853                 | Immeuble patrimonial cité   | 2009 |       |
| Charnier de Sainte-Hénédine                        | Image manquante Téléverser | Sainte-Hénédine         |                                  | 46° 33′ 25″ nord, 70° 59′ 06″ ouest | 166170 |                      | Immeuble patrimonial cité   | 2017 | [ 8 ] |
| Église de Sainte-Hénédine                          | Image manquante Téléverser | Sainte-Hénédine         | rue Principale                   | 46° 33′ 26″ nord, 70° 59′ 03″ ouest | 166166 | 1910 à 1912          | Immeuble patrimonial cité   | 2017 | [ 8 ] |
| Hangar à dîme                                      | Image manquante Téléverser | Sainte-Hénédine         | rue Principale                   | 46° 33′ 27″ nord, 70° 59′ 00″ ouest | 208596 |                      | Immeuble patrimonial cité   | 2017 | [ 8 ] |
| Presbytère de Sainte-Hénédine                      | Image manquante Téléverser | Sainte-Hénédine         | 109, rue Principale              | 46° 33′ 27″ nord, 70° 59′ 02″ ouest | 166172 | 1940                 | Immeuble patrimonial cité   | 2017 | [ 8 ] |
| Site institutionnel de l'église de Sainte-Hénédine | Image manquante Téléverser | Sainte-Hénédine         | rue Principale                   | 46° 33′ 28″ nord, 70° 59′ 05″ ouest | 208595 |                      | Site patrimonial cité       | 2017 |       |
| Église de Sainte-Marie                             | Sainte-Marie               | Sainte-Marie            | 60, rue Notre-Dame Sud           | 46° 26′ 16″ nord, 71° 01′ 19″ ouest | 93444  | 1859                 | Immeuble patrimonial classé | 2001 |       |
| Maison Dupuis                                      | Image manquante Téléverser | Sainte-Marie            | 640, rue Notre-Dame Sud          | 46° 25′ 58″ nord, 71° 00′ 48″ ouest | 115306 | 1893                 | Immeuble patrimonial cité   | 2007 |       |
| Maison J.-Arcade-Vachon                            | Sainte-Marie               | Sainte-Marie            | 383, avenue de la Coopérative    | 46° 26′ 24″ nord, 71° 01′ 14″ ouest | 93095  | 1908                 | Immeuble patrimonial cité   | 1993 |       |
| Maison Pierre-Lacroix                              | Sainte-Marie               | Sainte-Marie            | 552, rue Notre-Dame Nord         | 46° 26′ 35″ nord, 71° 01′ 50″ ouest | 92476  | 1820 et 1830 (entre) | Immeuble patrimonial classé | 1978 |       |
| Manoir Taschereau                                  | Sainte-Marie               | Sainte-Marie            | 730, rue Notre-Dame Nord         | 46° 26′ 40″ nord, 71° 02′ 02″ ouest | 92477  | 1811                 | Immeuble patrimonial classé | 1978 |       |
| Église Saint-Maxime                                | Scott                      | Scott                   | 1191, route du Président-Kennedy | 46° 30′ 27″ nord, 71° 04′ 34″ ouest | 166238 |                      | Immeuble patrimonial cité   | 2021 |       |
| Manoir Crawford-Atkinson                           | Image manquante Téléverser | Scott                   | 1010, route du Président-Kennedy | 46° 30′ 21″ nord, 71° 04′ 09″ ouest | 195822 |                      | Immeuble patrimonial cité   | 2012 |       |
| Gare de Vallée-Jonction                            | Image manquante Téléverser | Vallée-Jonction         | 399, boulevard J.-M.-Rousseau    | 46° 22′ 18″ nord, 70° 55′ 24″ ouest | 93318  | 1917                 | Immeuble patrimonial cité   | 2002 |       |

## Les Appalaches
| Bien patrimonial                                            | Illustration               | Municipalité                          | Adresse                            | Coordonnées                         | No     | Constr.     | Catégorie                                        | Rec.      | Notes |
| ----------------------------------------------------------- | -------------------------- | ------------------------------------- | ---------------------------------- | ----------------------------------- | ------ | ----------- | ------------------------------------------------ | --------- | ----- |
| Ancienne école du village de Sacré-Cœur-de-Marie            | Adstock                    | Adstock                               | 71, 8e Rang Nord                   | 46° 08′ 03″ nord, 71° 10′ 30″ ouest | 202800 | 1890 (vers) | Immeuble patrimonial cité                        | 2015      |       |
| Ancien presbytère Très-Saint-Cœur-de-Marie                  | Adstock                    | Adstock                               | 25, 8e Rang Sud                    | 46° 08′ 02″ nord, 71° 10′ 37″ ouest | 167485 | 1888        | Immeuble patrimonial cité                        | 2015      |       |
| Cimetière Très-Saint-Cœur-de-Marie                          | Adstock                    | Adstock                               | 1, 8e Rang Sud                     | 46° 08′ 04″ nord, 71° 10′ 35″ ouest | 167486 |             | Immeuble patrimonial cité                        | 2015      |       |
| Église Très-Saint-Cœur-de-Marie                             | Adstock                    | Adstock                               | 1, 8e Rang Sud                     | 46° 08′ 01″ nord, 71° 10′ 34″ ouest | 167484 | 1886        | Immeuble patrimonial cité                        | 2015      |       |
| Monument du Sacré-Cœur                                      | Adstock                    | Adstock                               | 1, 8e Rang Sud                     | 46° 08′ 01″ nord, 71° 10′ 34″ ouest | 167489 | 1922        | Immeuble patrimonial cité                        | 2015      |       |
| Église Holy Trinity de Maple Grove                          | Irlande                    | Irlande                               | Chemin Gosford                     | 46° 05′ 02″ nord, 71° 31′ 52″ ouest | 93375  | 1902        | Immeuble patrimonial cité                        | 2003      |       |
| Site patrimonial des Églises-de-Kinnear's Mills             | Kinnear's Mills            | Kinnear's Mills                       | Rue des Églises Rue des Fondateurs | 46° 13′ 12″ nord, 71° 22′ 48″ ouest | 93543  |             | Site patrimonial classé Site patrimonial reconnu | 2012 1985 |       |
| Cimetière de Saint-Jacques-le-Majeur-de-Wolfestown          | Image manquante Téléverser | Saint-Jacques-le-Majeur-de-Wolfestown | Route 263                          | à géolocaliser                      | 238535 |             | Site patrimonial cité                            | 2025      |       |
| Cloche de l'église de Saint-Jacques-le Majeur-de-Wolfestown | Image manquante Téléverser | Saint-Jacques-le-Majeur-de-Wolfestown | 877, Route 263                     | à géolocaliser                      | 238629 |             | Immeuble patrimonial                             | 2025      |       |
| Église de Saint-Alphonse                                    | Thetford Mines             | Thetford Mines                        | 34, rue Notre-Dame Ouest           | 46° 05′ 24″ nord, 71° 18′ 00″ ouest | 164863 | 1908        | Immeuble patrimonial cité                        | 2017      |       |
| Église de Saint-Désiré                                      | Thetford Mines             | Thetford Mines                        | 421, rue Saint-Désiré              | 46° 02′ 44″ nord, 71° 21′ 48″ ouest | 167225 | 1892        | Immeuble patrimonial cité                        | 2017      |       |
| Église de Sainte-Marthe                                     | Thetford Mines             | Thetford Mines                        | 1273, rue Blanchette               | 46° 06′ 28″ nord, 71° 18′ 43″ ouest | 164865 | 1964        | Immeuble patrimonial cité                        | 2017      |       |
| Presbytère de Saint-Alphonse                                | Thetford Mines             | Thetford Mines                        | 34, rue Notre-Dame Ouest           | 46° 05′ 26″ nord, 71° 18′ 01″ ouest | 165514 | 1901        | Immeuble patrimonial cité                        | 2017      |       |
| Presbytère de Sainte-Marthe                                 | Thetford Mines             | Thetford Mines                        | 1273, rue Blanchette               | 46° 06′ 29″ nord, 71° 18′ 44″ ouest | 165521 | 1964 (vers) | Immeuble patrimonial cité                        | 2017      |       |
| Cimetière de Saint-Jacques-le-Majeur-de-Wolfestown          | Image manquante Téléverser | Saint-Jacques-le-Majeur-de-Wolfestown | route 263                          | 45° 56′ 39″ nord, 71° 30′ 40″ ouest | 238535 | 1909        | Site patrimonial cité                            | 2025      |       |
| Cloche de l'église de Saint-Jacques-le Majeur-de-Wolfestown | Image manquante Téléverser | Saint-Jacques-le-Majeur-de-Wolfestown | 877, route 263                     | 45° 56′ 26″ nord, 71° 30′ 13″ ouest | 238629 |             | Immeuble patrimonial cité                        | 2025      |       |

## Les Etchemins
| Bien patrimonial                   | Illustration               | Municipalité            | Adresse              | Coordonnées                         | No     | Constr.     | Catégorie                 | Rec. | Notes |
| ---------------------------------- | -------------------------- | ----------------------- | -------------------- | ----------------------------------- | ------ | ----------- | ------------------------- | ---- | ----- |
| Église de Saint-Camille-de-Lellis  | Saint-Camille-de-Lellis    | Saint-Camille-de-Lellis | 610, rue Principale  | 46° 29′ 37″ nord, 70° 12′ 45″ ouest | 166455 | 1926 à 1927 | Immeuble patrimonial cité | 2024 |       |
| Magasin général Henri-Louis-Poulin | Saint-Camille-de-Lellis    | Saint-Camille-de-Lellis | 113, rue Principale  | 46° 29′ 39″ nord, 70° 12′ 47″ ouest | 185120 | 1925        | Immeuble patrimonial cité | 2010 |       |
| Église Sainte-Sabine               | Image manquante Téléverser | Sainte-Sabine           | 88, rue Principale   | 46° 29′ 33″ nord, 70° 21′ 08″ ouest | 166530 | 1907        | Immeuble patrimonial cité | 2023 |       |
| Église de Saint-Louis-de-Gonzague  | Saint-Louis-de-Gonzague    | Saint-Louis-de-Gonzague | 111, rue de l'Église | 46° 16′ 04″ nord, 70° 19′ 39″ ouest | 166464 | 1961        | Immeuble patrimonial cité | 2023 |       |

## Lévis
| Bien patrimonial                                                          | Illustration | Adresse                    | Coordonnées                         | No    | Constr.              | Catégorie                                                | Rec.      | Notes |
| ------------------------------------------------------------------------- | ------------ | -------------------------- | ----------------------------------- | ----- | -------------------- | -------------------------------------------------------- | --------- | ----- |
| Ancien hôtel de ville de Lauzon                                           | (Canada).    | 302, rue Saint-Joseph      | 46° 49′ 34″ nord, 71° 09′ 50″ ouest | 92917 | 1875                 | Immeuble patrimonial classé Immeuble patrimonial reconnu | 2012 1975 |       |
| Chapelle de procession de Saint-Nicolas                                   | (Canada).    | Rue des Pionniers          | 46° 42′ 07″ nord, 71° 23′ 55″ ouest | 92879 | 1768 et 1850 (entre) | Immeuble patrimonial classé                              | 1961      |       |
| Chapelle de procession Saint-François-Xavier                              | (Canada).    | 344, rue Saint-Joseph      | 46° 49′ 36″ nord, 71° 09′ 42″ ouest | 92532 | 1809 et 1822 (entre) | Immeuble patrimonial classé                              | 1977      |       |
| Chapelle de procession Sainte-Anne                                        | (Canada).    | Rue Saint-Joseph           | 46° 49′ 27″ nord, 71° 10′ 04″ ouest | 92531 | 1789                 | Immeuble patrimonial classé                              | 1977      |       |
| Chapelle Notre-Dame-de-Grâce                                              | (Canada).    | Route Marie-Victorin       | 46° 41′ 59″ nord, 71° 25′ 11″ ouest | 92514 | 1868                 | Immeuble patrimonial classé Aire de protection délimitée | 1989 1992 | [ 9 ] |
| Église de Saint-Romuald                                                   | (Canada).    | 180, rue de Saint-Romuald  | 46° 45′ 22″ nord, 71° 14′ 14″ ouest | 93403 | 1856                 | Immeuble patrimonial classé                              | 2004      |       |
| Église Notre-Dame-de-la-Victoire                                          | (Canada).    | Rue Notre-Dame             | 46° 48′ 37″ nord, 71° 10′ 54″ ouest | 93294 | 1851                 | Immeuble patrimonial classé                              | 2002      |       |
| L'Anglicane                                                               | (Canada).    | 33, rue Wolfe              | 46° 48′ 31″ nord, 71° 11′ 03″ ouest | 93271 | 1848                 | Immeuble patrimonial cité                                | 1999      |       |
| Maison Alphonse-Desjardins                                                | (Canada).    | 8, rue du Mont-Marie       | 46° 48′ 34″ nord, 71° 10′ 55″ ouest | 92424 | 1884                 | Immeuble patrimonial classé                              | 1983      |       |
| Maison natale Louis-Fréchette                                             | (Canada).    | 4385, rue Saint-Laurent    | 46° 47′ 05″ nord, 71° 11′ 46″ ouest | 92823 | 1841                 | Immeuble patrimonial classé Immeuble patrimonial reconnu | 2012 1977 |       |
| Maison Pâquet                                                             | (Canada).    | 1630, route Marie-Victorin | 46° 42′ 01″ nord, 71° 25′ 10″ ouest | 92510 | 1760 (vers)          | Immeuble patrimonial classé Aire de protection délimitée | 1989 1992 | [ 9 ] |
| Monastère des Sœurs adoratrices du Précieux-Sang                          | (Canada).    | 69, rue Saint-Louis        | 46° 48′ 12″ nord, 71° 11′ 08″ ouest | 93101 | 1908                 | Immeuble patrimonial cité                                | 1994      |       |
| Site du patrimoine de l'Église-et-du-Presbytère-de-Saint-Jean-Chrysostome | (Canada).    |                            | 46° 43′ 05″ nord, 71° 11′ 52″ ouest | 93382 |                      | Site patrimonial cité                                    | 2001      |       |
| Site du patrimoine de Saint-Nicolas                                       | (Canada).    | Route Marie-Victorin       | 46° 42′ 07″ nord, 71° 24′ 16″ ouest | 93507 |                      | Site patrimonial cité                                    | 1987      |       |

## Lotbinière
| Bien patrimonial                           | Illustration                | Municipalité                        | Adresse                    | Coordonnées                         | No     | Constr.              | Catégorie                                                                            | Rec.           | Notes |
| ------------------------------------------ | --------------------------- | ----------------------------------- | -------------------------- | ----------------------------------- | ------ | -------------------- | ------------------------------------------------------------------------------------ | -------------- | ----- |
| Presbytère de Saint-Octave                 | Dosquet                     | Dosquet                             | 157, route Saint-Joseph    | 46° 28′ 05″ nord, 71° 31′ 46″ ouest | 93386  | 1916                 | Immeuble patrimonial cité                                                            | 2003           |       |
| École de la Falaise                        | Leclercville                | Leclercville                        | 1003, rue de l'Église      | 46° 34′ 15″ nord, 72° 00′ 02″ ouest | 198571 |                      | Immeuble patrimonial cité                                                            | 2014           |       |
| Église de Sainte-Emmélie                   | Leclercville                | Leclercville                        | 1007, rue de l'Église      | 46° 34′ 17″ nord, 72° 00′ 02″ ouest | 165929 | 1863                 | Immeuble patrimonial cité                                                            | 2014           |       |
| Presbytère de Sainte-Emmélie               | Leclercville                | Leclercville                        | 1014, rue de l'Église      | 46° 34′ 17″ nord, 72° 00′ 05″ ouest | 165932 |                      | Immeuble patrimonial cité                                                            | 2014           |       |
| Chapelle de procession de Saint-Louis      | Lotbinière                  | Lotbinière                          | Route Marie-Victorin       | 46° 36′ 56″ nord, 71° 56′ 19″ ouest | 92533  | 1834                 | Immeuble patrimonial classé Aire de protection délimitée Immeuble patrimonial classé | 1965 1977 1957 |       |
| Église de Saint-Louis                      | Lotbinière                  | Lotbinière                          | Route Marie-Victorin       | 46° 37′ 00″ nord, 71° 56′ 06″ ouest | 92731  | 1822                 | Immeuble patrimonial classé Aire de protection délimitée Immeuble patrimonial classé | 1965 1977 1957 |       |
| Maison Ambroise-Chavigny-De La Chevrotière | Lotbinière                  | Lotbinière                          | 7640, route Marie-Victorin | 46° 36′ 43″ nord, 71° 57′ 05″ ouest | 92429  | 1817 (vers)          | Immeuble patrimonial classé Aire de protection délimitée                             | 1960 1977      |       |
| Maison François-Bélangé                    | Lotbinière                  | Lotbinière                          | 7661, route Marie-Victorin | 46° 36′ 34″ nord, 71° 57′ 19″ ouest | 92429  | 1770 et 1784 (entre) | Immeuble patrimonial classé Aire de protection délimitée                             | 1977 1979      |       |
| Maison Pagé                                | Lotbinière                  | Lotbinière                          | 7482, route Marie-Victorin | 46° 37′ 00″ nord, 71° 55′ 59″ ouest | 92428  | 1815 (vers)          | Immeuble patrimonial classé Aire de protection délimitée                             | 1968 1977      |       |
| Moulin du Domaine-de-Lotbinière            | Lotbinière                  | Lotbinière                          | 7218, route Marie-Victorin | 46° 38′ 45″ nord, 71° 53′ 33″ ouest | 92430  | 1799                 | Immeuble patrimonial classé Aire de protection délimitée                             | 1964 1977      |       |
| Moulin du Portage                          | Lotbinière                  | Lotbinière                          | 1080, rang Saint-François  | 46° 33′ 17″ nord, 71° 58′ 12″ ouest | 92603  | 1817                 | Immeuble patrimonial classé                                                          | 1964           |       |
| Domaine Joly-De Lotbinière                 | LotbinièreSainte-Croix      | Lotbinière Sainte-Croix             |                            | 46° 40′ 02″ nord, 71° 50′ 55″ ouest | 93116  | 1851                 | Site patrimonial classé                                                              | 1999           |       |
| Église de Notre-Dame-du-Sacré-Cœur         | Image manquante Téléverser  | Notre-Dame-du-Sacré-Cœur-d'Issoudun | 266, rue Principale        | 46° 34′ 42″ nord, 71° 37′ 26″ ouest | 165935 | 1911                 | Immeuble patrimonial cité                                                            | 2010           |       |
| Calvaire                                   | Image manquante Téléverser  | Saint-Antoine-de-Tilly              | Route Marie-Victorin       | 46° 40′ 58″ nord, 71° 29′ 49″ ouest | 93100  | 1850 (vers)          | Immeuble patrimonial cité                                                            | 1993           |       |
| Église de Saint-Antoine-de-Tilly           | Saint-Antoine-de-Tilly      | Saint-Antoine-de-Tilly              | Chemin de Tilly            | 46° 39′ 52″ nord, 71° 34′ 26″ ouest | 92794  | 1788                 | Immeuble patrimonial classé                                                          | 1963           |       |
| Presbytère de Saint-Antoine-de-Tilly       | Saint-Antoine-de-Tilly      | Saint-Antoine-de-Tilly              | 3868, chemin de Tilly      | 46° 39′ 51″ nord, 71° 34′ 22″ ouest | 92810  | 1837                 | Immeuble patrimonial cité                                                            | 1995           |       |
| Église de Saint-Narcisse-de-Beaurivage     | Image manquante Téléverser  | Saint-Narcisse-de-Beaurivage        | Rue Principale             | 46° 28′ 56″ nord, 71° 13′ 58″ ouest | 105756 | 1880                 | Immeuble patrimonial cité                                                            | 2006           |       |
| Ancien chemin Craig                        | Image manquante Téléverser  | Saint-Sylvestre                     | Chemin Craig               | 46° 22′ 42″ nord, 71° 16′ 59″ ouest | 191832 |                      | Immeuble patrimonial cité                                                            | 2012           |       |
| Cimetière anglican de Saint-Sylvestre      | Image manquante Téléverser  | Saint-Sylvestre                     |                            | 46° 22′ 42″ nord, 71° 17′ 00″ ouest | 92886  | 1857                 | Immeuble patrimonial classé                                                          | 1962           |       |
| Église Saint-Sylvestre                     | Image manquante Téléverser  | Saint-Sylvestre                     | 423, rue Principale        | 46° 21′ 44″ nord, 71° 13′ 46″ ouest | 166014 | 1914                 | Immeuble patrimonial cité                                                            | 2023           |       |
| Maison Louis-Dumont                        | Sainte-Agathe-de-Lotbinière | Sainte-Agathe-de-Lotbinière         | 401, chemin Gosford        | 46° 23′ 04″ nord, 71° 24′ 34″ ouest | 93491  | 1908                 | Immeuble patrimonial cité                                                            | 2005           |       |
| Pont Rouge                                 | Sainte-Agathe-de-Lotbinière | Sainte-Agathe-de-Lotbinière         | Chemin Gosford             | 46° 19′ 51″ nord, 71° 24′ 52″ ouest | 105657 | 1928                 | Immeuble patrimonial cité                                                            | 2006           |       |
| Église de Sainte-Croix                     | Sainte-Croix                | Sainte-Croix                        | 6319, rue Principale       | 46° 37′ 20″ nord, 71° 44′ 23″ ouest | 165611 | 1915                 | Immeuble patrimonial cité                                                            | 2009           |       |
| Maison Boisvert                            | Sainte-Croix                | Sainte-Croix                        | 169, rang Saint-Eustache   | 46° 37′ 19″ nord, 71° 47′ 27″ ouest | 92590  | 1829 (vers)          | Immeuble patrimonial classé                                                          | 1986           |       |
| Manoir Joly-De Lotbinière                  | Sainte-Croix                | Sainte-Croix                        | Route de Pointe-Platon     | 46° 40′ 00″ nord, 71° 50′ 57″ ouest | 93479  | 1851                 | Immeuble patrimonial classé                                                          | 1999           |       |

## Montmagny
| Bien patrimonial                                                   | Illustration                        | Municipalité                        | Adresse                          | Coordonnées                         | No     | Constr.              | Catégorie                   | Rec.      | Notes  |
| ------------------------------------------------------------------ | ----------------------------------- | ----------------------------------- | -------------------------------- | ----------------------------------- | ------ | -------------------- | --------------------------- | --------- | ------ |
| Église de Notre-Dame-de-l'Assomption                               | Berthier-sur-Mer                    | Berthier-sur-Mer                    | 29, rue Principale Est           | 46° 55′ 39″ nord, 70° 43′ 52″ ouest | 166714 |                      | Immeuble patrimonial cité   | 2022      |        |
| Site patrimonial du Manoir-Dénéchaud                               | Berthier-sur-Mer                    | Berthier-sur-Mer                    | 101, rue de la Marina            | 46° 56′ 05″ nord, 70° 44′ 03″ ouest | 92573  |                      | Site patrimonial classé     | 1980      |        |
| Maison et laiterie Guimont                                         | Image manquante Téléverser          | Cap-Saint-Ignace                    | 291, chemin de la Rivière        | 47° 01′ 55″ nord, 70° 25′ 56″ ouest | 92395  |                      | Immeuble patrimonial classé | 1984      |        |
| Manoir Gamache                                                     | Cap-Saint-Ignace                    | Cap-Saint-Ignace                    | 120, rue du Manoir Ouest         | 47° 01′ 58″ nord, 70° 27′ 48″ ouest | 92591  |                      | Immeuble patrimonial classé | 1959      |        |
| Moulin à vent de Vincelotte                                        | Cap-Saint-Ignace                    | Cap-Saint-Ignace                    | 641, chemin des Pionniers Est    | 47° 03′ 48″ nord, 70° 27′ 12″ ouest | 92592  | 1691                 | Immeuble patrimonial classé | 1965 1957 |        |
| Site patrimonial de Cap-Saint-Ignace                               | Cap-Saint-Ignace                    | Cap-Saint-Ignace                    | Rue Jacob                        | 47° 02′ 14″ nord, 70° 27′ 21″ ouest | 110665 |                      | Site patrimonial cité       | 2007      |        |
| Maison et laiterie Casault                                         | Image manquante Téléverser          | Montmagny                           | 780, boulevard Taché Ouest       | 46° 57′ 08″ nord, 70° 39′ 10″ ouest | 92605  | 1767 et 1806 (entre) | Immeuble patrimonial classé | 1965      |        |
| Maison Étienne-Paschal-Taché                                       | Montmagny                           | Montmagny                           | 37-38, avenue Sainte-Marie       | 46° 58′ 52″ nord, 70° 33′ 30″ ouest | 92434  | 1826                 | Immeuble patrimonial classé | 1962      |        |
| Maison Têtu                                                        | Image manquante Téléverser          | Montmagny                           | 313, boulevard Taché Ouest       | 46° 58′ 45″ nord, 70° 35′ 36″ ouest | 96638  | 1739                 | Immeuble patrimonial cité   | 2008      |        |
| Manoir et four à pain Couillard                                    | Montmagny                           | Montmagny                           | 301, boulevard Taché Est         | 46° 59′ 07″ nord, 70° 32′ 50″ ouest | 92737  | 1800                 | Immeuble patrimonial classé | 1961      |        |
| Domaine seigneurial de l'Île-aux-Grues                             | Image manquante Téléverser          | Saint-Antoine-de-l'Isle-aux-Grues   | 320, chemin du Roi               | 47° 04′ 32″ nord, 70° 31′ 03″ ouest | 92472  | 1769                 | Site patrimonial classé     | 1979      |        |
| Église Saint-Antoine                                               | Saint-Antoine-de-l'Isle-aux-Grues   | Saint-Antoine-de-l'Isle-aux-Grues   | 235, chemin du Roi               | 47° 04′ 05″ nord, 70° 32′ 34″ ouest | 166751 | 1887 à 1889          | Immeuble patrimonial cité   | 2024      |        |
| Église de Saint-Fabien-de-Panet                                    | Saint-Fabien-de-Panet               | Saint-Fabien-de-Panet               | 20A, rue Principale Est          | 46° 39′ 18″ nord, 70° 08′ 43″ ouest | 164764 | 1910                 | Immeuble patrimonial cité   | 2024      |        |
| Ancien presbytère de Saint-François-de-Sales                       | Saint-François-de-la-Rivière-du-Sud | Saint-François-de-la-Rivière-du-Sud | 520, chemin Saint-François Ouest | 46° 53′ 14″ nord, 70° 42′ 52″ ouest | 92556  | 1763 (vers)          | Immeuble patrimonial classé | 1979      | [ 10 ] |
| Site patrimonial de Saint-François-de-la-Rivière-du-Sud            | Saint-François-de-la-Rivière-du-Sud | Saint-François-de-la-Rivière-du-Sud | Chemin Saint-François Ouest      | 46° 53′ 15″ nord, 70° 42′ 52″ ouest | 92808  |                      | Site patrimonial classé     | 1988      |        |
| Église de Saint-Pierre-du-Sud                                      | Image manquante Téléverser          | Saint-Pierre-de-la-Rivière-du-Sud   | Rue Principale                   | 46° 54′ 53″ nord, 70° 37′ 38″ ouest | 92880  | 1785                 | Immeuble patrimonial classé | 1979 1972 |        |
| Site patrimonial du Cimetière-de-Saint-Pierre-de-la-Rivière-du-Sud | Image manquante Téléverser          | Saint-Pierre-de-la-Rivière-du-Sud   |                                  | 46° 54′ 47″ nord, 70° 37′ 44″ ouest | 96685  |                      | Site patrimonial cité       | 2009      |        |
| Église de Sainte-Apolline                                          | Image manquante Téléverser          | Sainte-Apolline-de-Patton           | Route Principale                 | 46° 48′ 26″ nord, 70° 11′ 46″ ouest | 166847 | 1913                 | Immeuble patrimonial cité   | 2012      |        |